# Julia Clair
Julia Clair (* 20. März 1994 in Saint-Dié-des-Vosges) ist eine ehemalige französische Skispringerin.

## Werdegang
Clair gab ihr internationales Debüt am 12. August 2007 im Skisprung-Continental-Cup. Bei den OPA-Spielen 2008 in Bois-d’Amont sprang sie auf den 13. Platz und ein Jahr später in Baiersbronn auf den siebenten Platz. Im August 2009 gelang ihr in Bischofsgrün erstmals der Gewinn von Continental-Cup-Punkten. Am 22. August 2009 erreichte sie mit dem 14. Platz in Lillehammer ihr bislang bestes Einzelergebnis. Bei der Junioren-Weltmeisterschaft 2010 in Hinterzarten erreichte sie im Einzel den 35. Platz und ein Jahr später in Otepää sprang sie ebenfalls auf den 35. Platz. Die Saison 2009/10 beendete Clair auf dem 46. Platz in der Continental-Cup-Gesamtwertung. Bei den dritten OPA-Spielen 2011 in Baiersbronn kam sie auf den neunten Platz.
Am 3. Dezember 2011 gab sie ihr Debüt im Weltcup in Lillehammer, wurde 34. und verpasste knapp den zweiten Durchgang. Vier Wochen später erreichte sie in Hinterzarten mit dem achten Platz ihr bestes Saisonergebnis. In der Weltcupgesamtwertung erreichte sie den 19. Platz. Bei ihrer dritten Junioren-Weltmeisterschaft 2012 in Erzurum erreichte sie im Einzel den 35. Platz und im Team den fünften Platz. Beim ersten Mixed-Team der Saison 2012/13 in Lillehammer sprang sie mit dem französischen Team auf Platz neun.
Gemeinsam mit ihren Teamkolleginnen Coline Mattel, Léa Lemare und Océane Avocat Gros gewann sie bei den Nordischen Junioren-Skiweltmeisterschaften 2013 in Liberec die Silbermedaille im Mannschaftsspringen von der Normalschanze. Ein Jahr später gewann Clair mit dem Team Bronze.
Bei der Olympiapremiere des Damenskispringens belegte sie Rang 19. Am 22. März 2014 erreichte sie mit Platz drei beim Weltcup im Slowenische Planica ihren bis heute einzigen Podestplatz auf diesem Niveau.
Auf nationaler Ebene holte Clair mehrere Medaillen. Bei den französischen Meisterschaften 2018 in Prémanon gewann sie den Meistertitel.
Bei den Weltmeisterschaften 2021 in Oberstdorf wurde sie in den Einzelwettbewerben von der Normalschanze 17. und von der Großschanze 20. Im Skisprung-Grand-Prix 2020 erreichte Clair den vierten Platz und damit ihr bestes Ergebnis auf Top-Level-Niveau. Bei den Olympischen Winterspielen 2022 in Peking wurde sie im Einzelwettbewerb von der Normalschanze 34.
Im Juli 2023 zog sich Clair einen Kreuzbandriss zu und musste dadurch ihre Teilnahme an der Saison 2023/24 absagen. Im Frühjahr 2024 gab sie ihr Karriereende bekannt.

## Erfolge
| Saison  | WC-Platzierung | COC-Platzierung | FIS-Ladies-Grand-Prix |
| ------- | -------------- | --------------- | --------------------- |
| 2009/10 | -              | 46              | 26                    |
| 2010/11 | -              | 57              | 37                    |
| 2011/12 | 19             | 35              | -                     |
| 2012/13 | 29             | -               | -                     |
| 2013/14 | 11             | 7               | -                     |
| 2014/15 | 23             | 9               | -                     |
| 2015/16 | 18             | -               | -                     |
| 2017/18 | 33             | 19              | -                     |
| 2018/19 | 45             | -               | -                     |
| 2019/20 | 25             | -               | -                     |
| 2020/21 | 18             | -               | -                     |
| 2021/22 | 29             | 75              | -                     |
| 2022/23 | 22             | -               | -                     |

### Grand-Prix-Platzierungen
| Saison | Platz | Punkte |
| ------ | ----- | ------ |
| 2013   | 09.   | 143    |
| 2015   | 05.   | 187    |
| 2016   | 20.   | 029    |
| 2017   | 37.   | 012    |
| 2018   | 30.   | 020    |
| 2020   | 04.   | 050    |
| 2021   | 17.   | 102    |
| 2022   | 04.   | 168    |